# Rios subterrâneos de Londres
Os rios subterrâneos de Londres são afluentes do rio Tâmisa e do rio Lea que foram canalizados para galerias subterrâneas durante o processo de expansão da cidade de Londres.
Muitas localidades londrinas começaram sua existência como vilarejos às margens destes rios, e seus topônimos refletem essa origem. Em anos recentes, com a revitalização de várias vias fluviais do Reino Unido, partes de alguns rios de Londres foram restauradas a seu estado pré-canalização, e, em alguns casos, até mesmo peixes foram reintroduzidos neles.

## Rios subterrâneos de Londres (lista incompleta)
- Rio Tâmisa - margem norte, do leste para oeste:
  - Langbourne (dúbio - ver abaixo)
  - Walbrook
  - Rio Fleet (ver Fleet Street)
  - Tyburn
  - Tyburn Brook
  - Rio Westbourne
  - Counter's Creek
  - Stamford Brook
- Rio Tâmisa - margem sul:
  - Rio Neckinger
  - Rio Effra
  - Falconbrook
  - Rio Peck
- Rio Lea:
  - Hackney Brook
  - Rio Moselle

### Langbourne
Um artigo no London's Lost Rivers
menciona um Langbourne fluindo ao longo da Fenchurch Street, Lombard Street e Sherbourn Lane, mas não dá maiores detalhes. Este curso parece ser improvável, por correr em paralelo com o Tâmisa, mas em sentido oposto ao deste. Seja lá como for, deu seu nome ao ward de Langbourn na City de Londres. Uma possibilidade é que fosse um eufemismo medieval para o esgoto a céu aberto que corria ao longo destas ruas.
O artigo também menciona um córrego St Clement. Este, provavelmente, ficava na Clement's Lane, a qual vai em sentido sul a partir de Lombard Street. Pode também ter sido outra vala negra. O mesmo para o Oldbourne (ou Holbourne) citado como nome alternativo do Fleet.

### The Wandle
Na margem sul, o próximo rio correnteza acima a partir de Effra é o Falconbrook, também subterrâneo. A seguir, está o Wandle, que não é subterrãneo. O rio Brent também corre a céu aberto na maior parte do seu curso.